# Ronde van Californië 2009
De Ronde van Californië 2009 was de vierde editie van de jaarlijkse wielerwedstrijd in de staat Californië in de Verenigde Staten. De wedstrijd gold als een voorbereiding op de grote koersen later op het seizoen. De ronde begon op 14 februari en eindigde op 22 februari 2009. Opmerkelijk aan het deelnemersveld was de aanwezigheid van meerdere renners die enkele jaren afwezig waren in het internationale wielerpeloton vanwege een schorsing, onder wie Ivan Basso, Tyler Hamilton en Floyd Landis. Tevens markeerde de Ronde van Californië voor Lance Armstrong zijn eerste officiële wegkoers in Amerika, nadat hij reeds in de Tour Down Under zijn rentree op in het profpeloton had gemaakt.
Al bijna vanaf de start van de ronde ging Levi Leipheimer aan kop in het klassement. Eigenlijk kwam zijn eindzege nooit echt in gevaar, er was slechts een dag waar Astana een moment de touwtjes niet in handen had, maar dit werd snel hersteld, mede dankzij goed werk van Lance Armstrong. Naast Leipheimer had ook de jonge Cavendish een zeer succesvolle ronde, waarin hij liet zien op dit moment de snelste vlakkewegsprinter te zijn. Robert Gesink wist voor het derde jaar op rij de jongerentrui in de wacht te slepen.

## Startlijst
Er namen zeventien ploegen deel, die met elk acht renners aan de start verschenen.
| 1 Astana          | 7 Liquigas                  | 13 Team Type 1                         |
| 2 Saxo Bank       | 8 AG2R-La Mondiale          | 14 Colavita-Sutter Home-Cooking Light  |
| 3 Team Columbia   | 9 Cervélo                   | 15 Jelly Belly Cycling Team            |
| 4 Garmin-Chipotle | 10 BMC Racing Team          | 16 Fly V Australia - Successful Living |
| 5 Quick·Step      | 11 Ouch Pro Cycling-Maxxis  | 17 Rock Racing                         |
| 6 Rabobank        | 12 Bissell Pro Cycling Team | Complete rennerslijst                  |

## Etappe-overzicht
| Etappe  | Datum      | Etappe                      | Afstand  | Winnaar           | Land                | Ploeg                  |
| ------- | ---------- | --------------------------- | -------- | ----------------- | ------------------- | ---------------------- |
| proloog | 14-02-2009 | Sacramento                  | 3,9 km   | Fabian Cancellara | Zwitserland         | Team Saxo Bank         |
| 1e      | 15-02-2009 | Davis - Santa Rosa          | 173,2 km | Francisco Mancebo | Spanje              | Rock Racing            |
| 2e      | 16-02-2009 | Sausalito - Santa Cruz      | 186,6 km | Thomas Peterson   | Verenigde Staten    | Team Garmin - Chipotle |
| 3e      | 17-02-2009 | San José - Modesto          | 167,7 km | Thor Hushovd      | Noorwegen           | Cervélo TestTeam       |
| 4e      | 18-02-2009 | Merced - Clovis             | 185,7 km | Mark Cavendish    | Verenigd Koninkrijk | Team Columbia          |
| 5e      | 19-02-2009 | Visalia - Paso Robles       | 134,3 km | Mark Cavendish    | Verenigd Koninkrijk | Team Columbia          |
| 6e      | 20-02-2009 | Solvang (tijdrit)           | 24 km    | Levi Leipheimer   | Verenigde Staten    | Astana                 |
| 7e      | 21-02-2009 | Santa Clarita - Pasadena    | 143 km   | Rinaldo Nocentini | Italië              | AG2R-La Mondiale       |
| 8e      | 22-02-2009 | Rancho Bernardo - Escondido | 155,8 km | Fränk Schleck     | Luxemburg           | Team Saxo Bank         |

## Etappe-uitslagen
| Rang | Renner            | Land             | Ploeg                  | Tijd   |
| ---- | ----------------- | ---------------- | ---------------------- | ------ |
| 1    | Fabian Cancellara | Zwitserland      | Team Saxo Bank         | 4' 32" |
| 2    | Levi Leipheimer   | Verenigde Staten | Astana                 | op 2"  |
| 3    | David Zabriskie   | Verenigde Staten | Team Garmin - Chipotle | op 3"  |
| 4    | Michael Rogers    | Australië        | Team Columbia          | z.t.   |
| 5    | Thor Hushovd      | Noorwegen        | Cervélo TestTeam       | op 4"  |
| 6    | George Hincapie   | Verenigde Staten | Team Columbia          | +z.t.  |
| 7    | Tom Boonen        | België           | Quick·Step             | z.t.   |
| 8    | Mark Renshaw      | Australië        | Team Columbia          | z.t.   |
| 9    | Svein Tuft        | Canada           | Team Garmin - Chipotle | op 5"  |
| 10   | Lance Armstrong   | Verenigde Staten | Astana                 | z.t.   |

| Rang | Renner            | Ploeg          | Land             | Tijd       |
| ---- | ----------------- | -------------- | ---------------- | ---------- |
| 1    | Francisco Mancebo | Rock Racing    | Spanje           | 4u 11' 07" |
| 2    | Levi Leipheimer   | Team Astana    | Verenigde Staten | op 1' 07"  |
| 3    | Michael Rogers    | Team Columbia  | Australië        | z.t.       |
| 4    | Jens Voigt        | Team Saxo Bank | Duitsland        | z.t.       |
| 5    | Chris Horner      | Team Astana    | Verenigde Staten | z.t.       |
| 6    | Steve Morabito    | Team Astana    | Zwitserland      | z.t.       |
| 7    | Óscar Sevilla     | Rock Racing    | Spanje           | z.t.       |
| 8    | Vincenzo Nibali   | Liquigas       | Italië           | z.t.       |
| 9    | Andy Schleck      | Team Saxo Bank | Luxemburg        | z.t.       |
| 10   | Lance Armstrong   | Team Astana    | Verenigde Staten | z.t.       |

| Rang | Renner             | Land             | Ploeg                  | Tijd       |
| ---- | ------------------ | ---------------- | ---------------------- | ---------- |
| 1    | Thomas Peterson    | Verenigde Staten | Garmin                 | 5u 06' 20" |
| 2    | Levi Leipheimer    | Verenigde Staten | Team Astana            | z.t.       |
| 3    | Michael Rogers     | Australië        | Team Columbia          | op 21"     |
| 4    | Chris Horner       | Verenigde Staten | Team Astana            | z.t.       |
| 5    | Óscar Sevilla      | Spanje           | Rock Racing            | z.t.       |
| 6    | Kevin Seeldraeyers | België           | Quick·Step             | z.t.       |
| 7    | Tom Danielson      | Verenigde Staten | Team Garmin - Chipotle | z.t.       |
| 8    | Robert Gesink      | Nederland        | Rabobank               | z.t.       |
| 9    | Grischa Niermann   | Duitsland        | Rabobank               | z.t.       |
| 10   | David Zabriskie    | Verenigde Staten | Team Garmin - Chipotle | z.t.       |

| Rang | Renner          | Land                | Ploeg                  | Tijd       |
| ---- | --------------- | ------------------- | ---------------------- | ---------- |
| 1    | Thor Hushovd    | Noorwegen           | Cervélo TestTeam       | 4u 28' 12" |
| 2    | Óscar Freire    | Spanje              | Rabobank               | z.t.       |
| 3    | Mark Renshaw    | Australië           | Team Columbia          | z.t.       |
| 4    | Tyler Farrar    | Verenigde Staten    | Team Garmin - Chipotle | z.t.       |
| 5    | Mark Cavendish  | Verenigd Koninkrijk | Team Columbia          | z.t.       |
| 6    | Brett Lancaster | Australië           | Cervélo TestTeam       | z.t.       |
| 7    | Lucas Haedo     | Argentinië          | Colavita               | z.t.       |
| 8    | Fred Rodriguez  | Verenigde Staten    | Rock Racing            | z.t.       |
| 9    | Markus Zberg    | Zwitserland         | BMC Racing Team        | z.t.       |
| 10   | Pedro Horrillo  | Spanje              | Rabobank               | z.t.       |

| Rang | Renner             | Land                | Ploeg                  | Tijd       |
| ---- | ------------------ | ------------------- | ---------------------- | ---------- |
| 1    | Mark Cavendish     | Verenigd Koninkrijk | Team Columbia          | 4u 42' 38" |
| 2    | Tom Boonen         | België              | Quick·Step             | z.t.       |
| 3    | Juan José Haedo    | Argentinië          | Team Saxo Bank         | z.t.       |
| 4    | Thor Hushovd       | Noorwegen           | Cervélo TestTeam       | z.t.       |
| 5    | Tyler Farrar       | Verenigde Staten    | Team Garmin - Chipotle | z.t.       |
| 6    | Markus Zberg       | Zwitserland         | BMC Racing Team        | z.t.       |
| 7    | Fred Rodriguez     | Verenigde Staten    | Rock Racing            | z.t.       |
| 8    | Lucas Haedo        | Argentinië          | Colavita               | z.t.       |
| 9    | Bernard Sulzberger | Australië           | Fly V Australia        | z.t.       |
| 10   | Martin Elmiger     | Zwitserland         | AG2R-La Mondiale       | z.t.       |

| Rang | Renner             | Land                | Ploeg                    | Tijd       |
| ---- | ------------------ | ------------------- | ------------------------ | ---------- |
| 1    | Mark Cavendish     | Verenigd Koninkrijk | Team Columbia            | 5u 07' 28" |
| 2    | Tom Boonen         | België              | Quick·Step               | z.t.       |
| 3    | Pedro Horrillo     | Spanje              | Rabobank                 | z.t.       |
| 4    | Francesco Chicchi  | Italië              | Liquigas                 | z.t.       |
| 5    | Thor Hushovd       | Noorwegen           | Cervélo TestTeam         | z.t.       |
| 6    | Lucas Haedo        | Argentinië          | Colavita                 | z.t.       |
| 7    | Fred Rodriguez     | Verenigde Staten    | Rock Racing              | z.t.       |
| 8    | Martin Elmiger     | Zwitserland         | AG2R-La Mondiale         | z.t.       |
| 9    | Bernard Sulzberger | Australië           | Fly V Australia          | z.t.       |
| 10   | Karl Menzies       | Australië           | OUCH presented by Maxxis | z.t.       |

| Rang | Renner          | Land             | Ploeg               | Tijd    |
| ---- | --------------- | ---------------- | ------------------- | ------- |
| 1    | Levi Leipheimer | Verenigde Staten | Astana              | 30' 40" |
| 2    | David Zabriskie | Verenigde Staten | Team Garmin         | op 8"   |
| 3    | Gustav Larsson  | Zweden           | Team Saxo Bank      | op 17"  |
| 4    | Michael Rogers  | Australië        | Team Columbia       | op 22"  |
| 5    | Jens Voigt      | Duitsland        | Team Saxo Bank      | op 30"  |
| 6    | George Hincapie | Verenigde Staten | Team Columbia       | op 36"  |
| 7    | Tom Zirbel      | Verenigde Staten | Bissell Pro Cycling | op 39"  |
| 8    | Jason McCartney | Verenigde Staten | Team Saxo Bank      | op 41"  |
| 9    | Stef Clement    | Nederland        | Rabobank            | op 43"  |
| 10   | Thomas Lövkvist | Zweden           | Team Columbia       | op 51"  |

| Rang | Renner                | Land             | Ploeg                  | Tijd       |
| ---- | --------------------- | ---------------- | ---------------------- | ---------- |
| 1    | Rinaldo Nocentini     | Italië           | AG2R-La Mondiale       | 3u 24' 43" |
| 2    | Hayden Roulston       | Nieuw-Zeeland    | Cervélo TestTeam       | z.t.       |
| 3    | Pieter Weening        | Nederland        | Rabobank               | z.t.       |
| 4    | Markus Zberg          | Zwitserland      | BMC Racing Team        | op 7"      |
| 5    | Martin Elmiger        | Zwitserland      | AG2R-La Mondiale       | z.t.       |
| 6    | Chris Baldwin         | Verenigde Staten | Rock Racing            | z.t.       |
| 7    | George Hincapie       | Verenigde Staten | Team Columbia          | z.t.       |
| 8    | Fränk Schleck         | Luxemburg        | Team Saxo Bank         | z.t.       |
| 9    | Christian Vande Velde | Verenigde Staten | Team Garmin - Chipotle | z.t.       |
| 10   | Addy Engels           | Nederland        | Quick·Step             | z.t.       |

### Etappe 8
| Rang | Renner             | Land             | Ploeg                    | Tijd       |
| ---- | ------------------ | ---------------- | ------------------------ | ---------- |
| 1    | Fränk Schleck      | Luxemburg        | Team Saxo Bank           | 3u 48' 39" |
| 2    | Vincenzo Nibali    | Italië           | Liquigas                 | op 2"      |
| 3    | George Hincapie    | Verenigde Staten | Team Columbia            | op 40"     |
| 4    | Rory Sutherland    | Australië        | OUCH presented by Maxxis | z.t.       |
| 5    | Grischa Niermann   | Duitsland        | Rabobank                 | z.t.       |
| 6    | José Luis Rubiera  | Spanje           | Team Astana              | z.t.       |
| 7    | Jaroslav Popovytsj | Oekraïne         | Team Astana              | z.t.       |
| 8    | Jens Voigt         | Duitsland        | Team Saxo Bank           | z.t.       |
| 9    | Levi Leipheimer    | Verenigde Staten | Team Astana              | z.t.       |
| 10   | Hubert Dupont      | Frankrijk        | AG2R-La Mondiale         | z.t.       |

## Eindklassementen
| Rang                   | Renner              | Land | Ploeg                  | Tijd          |
| ---------------------- | ------------------- | ---- | ---------------------- | ------------- |
| 1                      | Levi Leipheimer     | USA  | Astana                 | 31u 28' 21    |
| 2                      | David Zabriskie     | USA  | Team Garmin - Chipotle | + 36 sec.     |
| 3                      | Michael Rogers      | AUS  | Team Columbia          | + 45 sec.     |
| 4                      | Jens Voigt          | GER  | Team Saxo Bank         | + 1' 10 min.  |
| 5                      | Thomas Lövkvist     | SWE  | Team Columbia          | + 1' 29 min.  |
| 6                      | Vincenzo Nibali     | ITA  | Liquigas               | + 1' 37 min.  |
| 7                      | Lance Armstrong     | USA  | Astana                 | + 1' 46 min.  |
| 8                      | Robert Gesink       | NED  | Rabobank               | + 1'54 min.   |
| 9                      | Tom Danielson       | USA  | Team Garmin - Chipotle | + 2' 24 min.  |
| 10                     | José Luis Rubiera   | ESP  | Astana                 | + 2' 48 min.  |
| Belgen en Nederlanders |                     |      |                        |               |
| 11                     | Kevin Seeldraeyers  | BEL  | Quick·Step             | + 2'57 min.   |
| 14                     | Jurgen Van De Walle | BEL  | Quick·Step             | + 4'15 min.   |
| 16                     | Bauke Mollema       | NED  | Rabobank               | + 5' 44 min.  |
| 25                     | Pieter Weening      | NED  | Rabobank               | + 11' 09 min. |
| 30                     | Kevin De Weert      | BEL  | Quick·Step             | + 17' 57 min. |
| 42                     | Addy Engels         | NED  | Quick·Step             | + 26' 48 min. |
| 54                     | Stef Clement        | NED  | Rabobank               | + 38' 42 min. |
| 55                     | Serge Pauwels       | BEL  | Cervélo TestTeam       | + 39' 22      |
| 74                     | Kevin Hulsmans      | BEL  | Quick·Step             | + 49' 21 min. |

| Rang | Renner             | Land | Ploeg      | Tijd         |
| ---- | ------------------ | ---- | ---------- | ------------ |
| 1    | Robert Gesink      | NED  | Rabobank   | 31u 30' 15   |
| 2    | Kevin Seeldraeyers | BEL  | Quick·Step | + 1' 03 sec. |
| 3    | Bauke Mollema      | NED  | Rabobank   | + 3' 50 sec. |

| Rang | Renner          | Land | Ploeg            | Punten |
| ---- | --------------- | ---- | ---------------- | ------ |
| 1    | Jason McCartney | USA  | Team Saxo Bank   | 39     |
| 2    | Tyler Hamilton  | USA  | Rock Racing      | 22     |
| 3    | Serge Pauwels   | BEL  | Cervélo TestTeam | 21     |

| Rang | Renner          | Land | Ploeg          | Punten |
| ---- | --------------- | ---- | -------------- | ------ |
| 1    | Mark Cavendish  | GBR  | Team Columbia  | 36     |
| 2    | Vincenzo Nibali | ITA  | Liquigas       | 22     |
| 3    | Fränk Schleck   | LUX  | Team Saxo Bank | 19     |

| Rang | Ploeg                  | Land | Tijd         |
| ---- | ---------------------- | ---- | ------------ |
| 1    | Astana                 | KAZ  | 94u 28' 50   |
| 2    | Team Saxo Bank         | DEN  | + 1' 40 sec. |
| 3    | Team Garmin - Chipotle | ITA  | + 1' 49 sec. |

Mannen:
2006 · 
2007 · 
2008 · 
2009 · 
2010 · 
2011 · 
2012 · 
2013 · 
2014 ·
2015 ·
2016 ·
2017 ·
2018 ·
2019
Vrouwen:
2015 ·
2016 ·
2017 ·
2018 ·
2019